# Брукс (округ, Техас)
Шаблон:StateAbbr_ 27°02′ пн. ш. 98°13′ зх. д. / 27.04° пн. ш. 98.21° зх. д.
Округ  Брукс (англ. Brooks County) — округ (графство) у штаті  Техас, США. Ідентифікатор округу 48047.

## Історія
Округ утворений 1911 року.

## Демографія
За даними перепису 2000 року загальне населення округу становило 7976 осіб, зокрема міського населення було 5874, а сільського — 2102. Серед мешканців округу чоловіків було 3868, а жінок — 4108. В окрузі було 2711 домогосподарств, 2080 родин, які мешкали в 3203 будинках. Середній розмір родини становив 3,38.
Віковий розподіл населення поданий у таблиці:
| Стать    | До 15 років | 15-21 | 22-29 | 30-39 | 40-49 | 50-65 | 65-85 | Понад 85 |
| -------- | ----------- | ----- | ----- | ----- | ----- | ----- | ----- | -------- |
| Чоловіки | 1056        | 466   | 334   | 437   | 510   | 592   | 428   | 45       |
| Жінки    | 1019        | 430   | 328   | 502   | 518   | 634   | 592   | 85       |

## Суміжні округи
- Джим-Веллс — північ
- Клеберг — північний схід
- Кенеді — схід
- Ідальго — південь
- Старр — південний захід
- Джим-Гогг — захід
- Дювал — північний захід

## Виноски
1. ↑  U.S. Decennial Census. United States Census Bureau. Архів оригіналу за 26 квітня 2015. Процитовано 19 квітня 2015.
2. ↑  Texas Almanac: Population History of Counties from 1850–2010 (PDF). Texas Almanac. Архів оригіналу (PDF) за 26 лютого 2015. Процитовано 19 квітня 2015.
3. ↑  State & County QuickFacts. United States Census Bureau. Архів оригіналу за 23 жовтня 2015. Процитовано 8 грудня 2013. [Архівовано 2015-10-23 у Wayback Machine.](англ.) Наведено за англійською вікіпедією.
4. ↑  American FactFinder. Бюро перепису населення США. Архів оригіналу за 26 лютого 2012. Процитовано 31 січня 2008. [Архівовано 2008-05-21 у Wayback Machine.]

| США | Це незавершена стаття з географії США. Ви можете допомогти проєкту, виправивши або дописавши її. |